# Sant’Antonino (Piacenza)

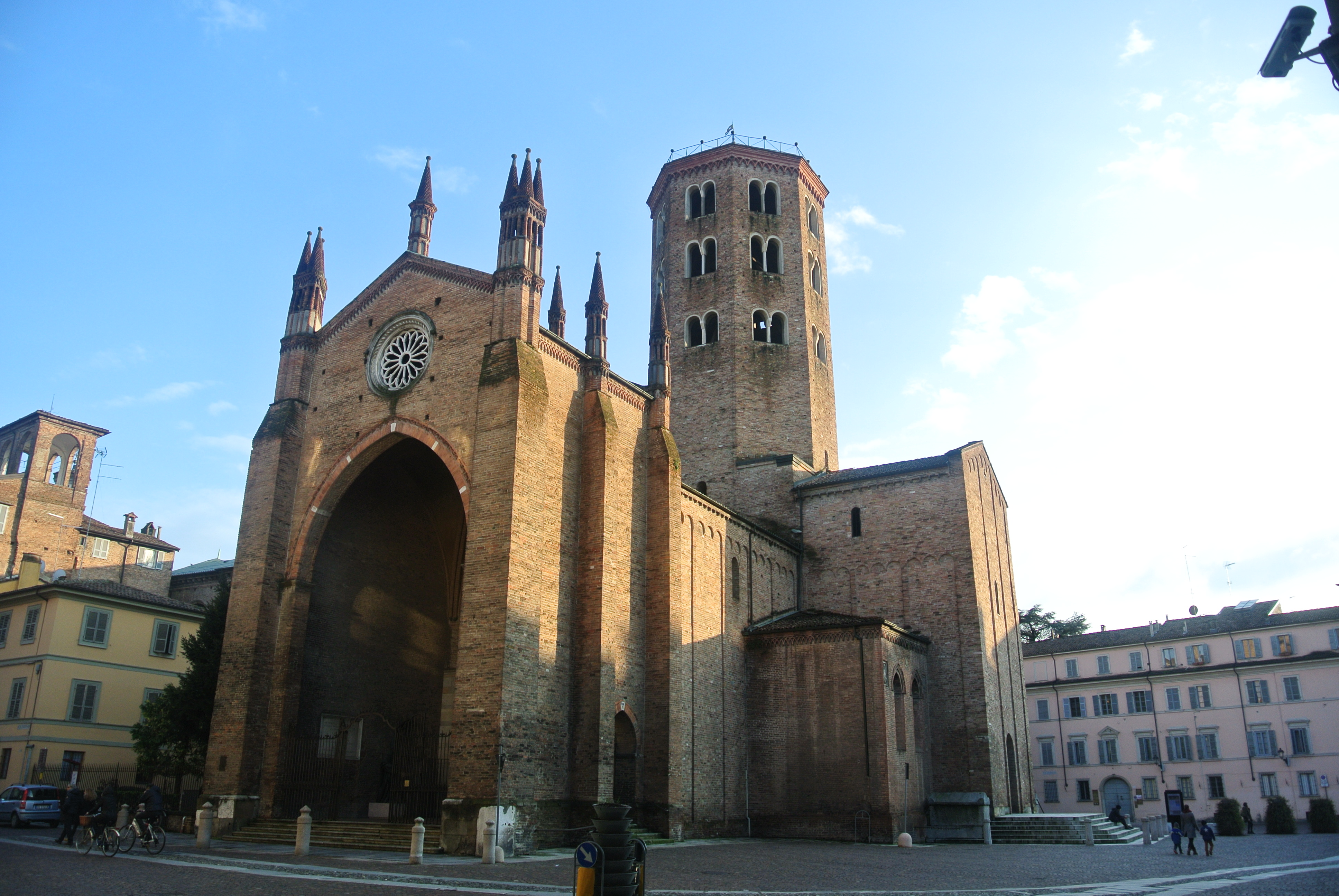
Sant’Antonino mit seinem achteckigen Turm

Die Basilika Sant’Antonino ist eine romanische Kirche in Piacenza. Sie ist dem heiligen Antoninus von Piacenza geweiht, dem Schutzpatron der Stadt, dessen Reliquien sie auch beherbergt. Charakteristisch für die Kirche ist vor allem der vierzig Meter hohe achteckige Turm. Sant’Antonino trägt den Titel einer Basilica minor.

## Geschichte
Die erste Kirche an dieser Stelle wurde der Überlieferung nach vom heiligen Viktor, dem ersten Bischof von Piacenza, in der 2. Hälfte des 4. Jahrhunderts vor der Stadtmauer des antiken Placentia erbaut. Der Inventio corporis Sancti Antonini martyris Placentini zufolge, einem Text des 9. Jahrhunderts, wurden die Reliquien des hl. Antoninus von Piacenza von Bischof Sabinus dorthin übertragen und im Grab des hl. Viktor beigesetzt. Die Kirche wurde später beiden Heiligen geweiht.
In Sant’Antonino wurde, folgt man einer sehr viel späteren Überlieferung, der Langobardenkönig Hildeprand († nach 744) ebenso wie Lothar II., König von Lotharingien (also insbesondere auch Italien), († 869) dort seine letzte Ruhestätte fand. Indirekt bestätigt wird dies durch eine Stiftung Karls des Dicken an die Kirche vom Jahr 880 zum Seelenheil seines Vetters.
Der heutige romanische Bau wurde nach dem Jahr 1000 unter dem Bischof Siegfried begonnen und im Jahr 1041 geweiht, im 13. Jahrhundert wurde er vergrößert. 1183 trafen sich hier die Abgesandten des Lombardenbunds und des Kaisers Friedrich Barbarossa, um den Frieden von Konstanz vorzubereiten. Nach einem Brandschaden im 17. Jahrhundert erfolgte eine Barockisierung. Zwischen 1925 und 1930 wurde der romanische Bau unter dem Architekten Giulio Ulisse Arata umfassend restauriert. Eine weitere Restaurierung erfolgte von 1983 bis 1987.

## Architektur
Der wie in Oberitalien üblich aus Ziegeln errichtete Bau des 11. Jahrhunderts hatte ursprünglich den Grundriss eines gleicharmigen Kreuzes mit Ausrichtung nach Süden. Im 13. Jahrhundert wurde der westliche Kreuzarm um zwei Joche verlängert und mit Seitenschiffen versehen, sodass ein ost-westlich orientierte Bau entstand. Am Nordende des Querhauses fügte der Baumeister Pietro Vago 1349/50 eine Vorhalle („Paradies“) an.

## Ausstattung

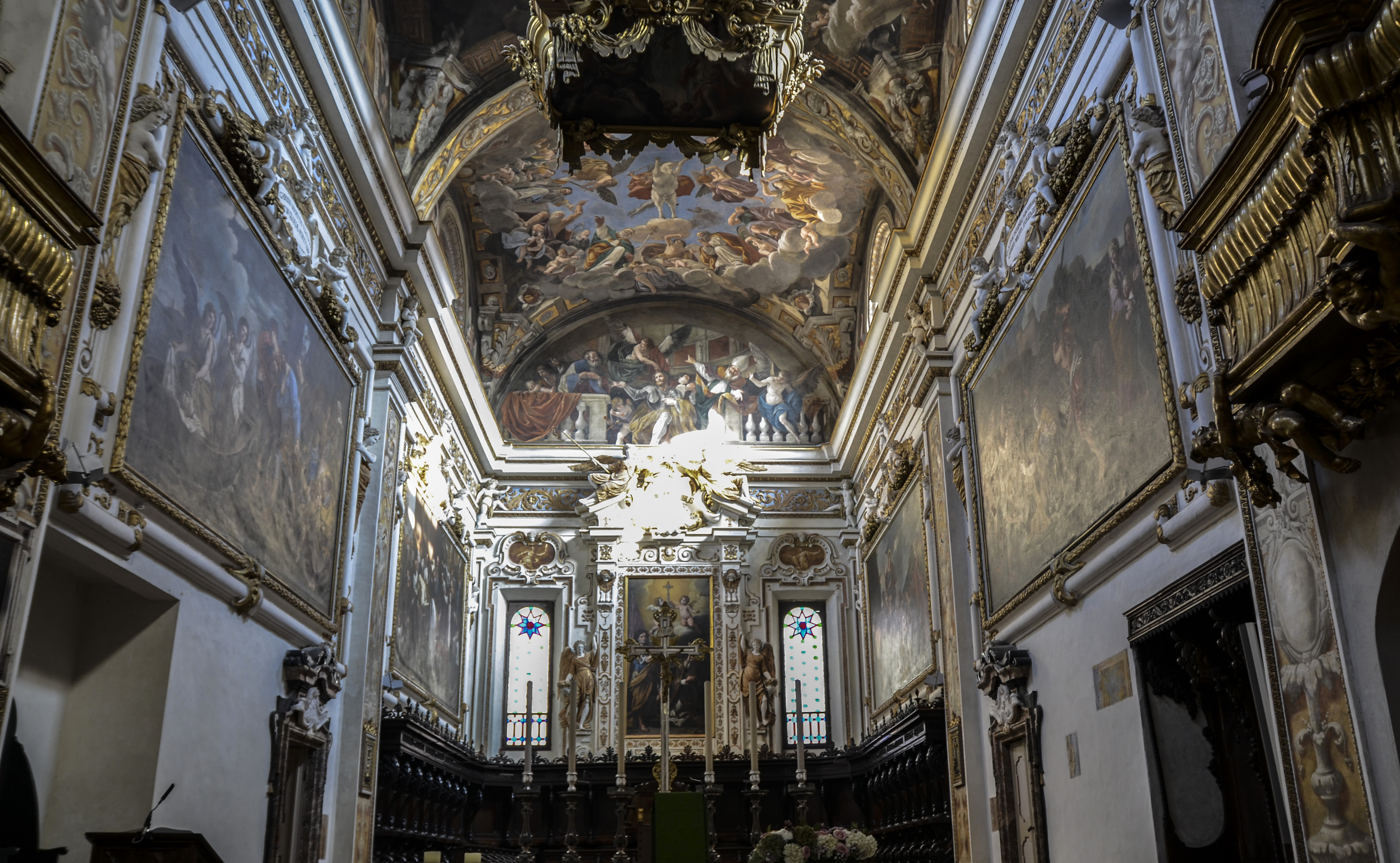
Blick in den Chorraum

An den Wänden des Hauptschiffs sind Reste von Fresken aus dem 11. Jahrhundert erhalten. Es handelt sich dabei um Darstellungen alttestamentlicher Propheten – einer davon ist durch eine Beischrift sicher als Hosea benennbar –, und Könige.
Im Inneren der Kirche befinden sich im Chor vier große Gemälde mit Szenen aus dem Leben des heiligen Antoninus von dem in Piacenza tätigen flämischen Maler Robert de Longe (1645–1709) sowie ein Deckenfresko mit dem Triumph Christi von Camillo Gavasetti (1596–1630). In der Sakristei befinden sich Reste eines Polyptychons mit Szenen aus dem Leben des heiligen Antoninus von Bartolomeo di Groppallo (1455/56) und in der Sakramentskapelle ein letztes Abendmahl von Bernardo Castello (1557–1629).

## Orgel
Die Orgel wurde im Jahre 2003 von dem Orgelbauer Daniele Giani errichtet. Das Instrument befindet sich in einem goldenen Gehäuse. Es hat 53 Register auf zwei Manualwerken und Pedal, darunter etliche Register mit Teilung in Bass- und Sopranseite (B, S). Die Spiel- und Registertrakturen sind mechanisch.
| I Grand'Organo          |        |       |
| Serpentone              | (B)    | 16′   |
| Tromba                  | (B, S) | 16′   |
| Fagotto                 | (B)    | 8′    |
| Clarone                 | (B)    | 4′    |
| Violoncello             | (S)    | 16′   |
| Flutta                  | (S)    | 8′    |
| Flauto in VIII          | (B, S) | 4′    |
| Flauto in XII           | (S)    | 2 ⁄3′ |
| Cornetto No. 1 VIII-XII |        |       |
| Cornetto No. 2 XV-XVII  |        |       |
| Violone/Viola           | (B, S) | 8′    |
| Voce umana              |        | 8′    |
| Principale              | (B, S) | 16′   |
| Principale              | (B, S) | 8′    |
| Principale II           | (B, S) | 8′    |
| Ottava                  | (B, S) | 4′    |
| Decimaquinta            |        | 2′    |
| Decimanona              |        | 1 ⁄3′ |
| Vigesima seconda        |        | 1′    |
| Ripieno II              |        |       |

| II Positivo      |        |       |
| Principale       | (B, S) | 8′    |
| Ottava           | (B, S) | 4′    |
| Decimaquinta     |        | 2′    |
| Decimanona       |        | 1 ⁄3′ |
| Vigesima seconda |        | 1′    |
| Ripieno II       |        |       |
| Flauto           | (B, S) | 8′    |
| Flauto in VIII   | (B, S) | 4′    |
| Flauto in XII    | (S)    | 4′    |
| Flauto in XV     |        | 2′    |
| Cornetta         | (S)    |       |
| Arpone           | (B)    |       |
| Oboe             | (S)    |       |
| Tremolo          |        |       |

| Pedale          |       |
| Contrabbasso    | 16′   |
| Ottave          | 8′    |
| Quintadecima    | 4′    |
| Decimanona      | 2 ⁄3′ |
| Vigesimaseconda | 2′    |
| Ripieno II      |       |
| Ripieno IV      |       |
| Bombarde        | 16′   |
| Tromboni        | 8′    |